# Przemienienie Pańskie
Przemienienie Pańskie, łac. Transfiguratio Domini, gr. Μεταμόρφωση του Σωτήρος – wydarzenie z życia Jezusa, opisane w Biblii przez trzech ewangelistów synoptycznych. Obchodzone w liturgii chrześcijańskiej jako ważne święto.

## Nowy Testament
Wydarzenie to opisują trzej ewangeliści synoptyczni: Mateusz, Marek i Łukasz. Jezus zabrał trzech wybranych uczniów: Piotra, Jakuba i Jana na górę, gdzie zobaczyli Go w nieziemskiej chwale, rozmawiającego z Mojżeszem i Eliaszem. Ewangelie nie podają nazwy góry, w synaksarionie etiopskim jest wymieniona  góra Tabor
U wszystkich trzech Ewangelistów opowiadanie o Przemienieniu jest powiązane czasowo z poprzedzającym je opowiadaniem o wyznaniu wiary Piotra. Ewangelia Mateusza i Ewangelia Marka mówią, że wejście na górę wydarzyło się „po sześciu dniach” (Mt 17,1; Mk 9,2) od dialogu Jezusa z Piotrem (Mt 16,13-28). Łukasz stwierdza, że Jezus wziął ze sobą na górę trzech uczniów „w jakieś osiem dni po tych mowach”. Jak zauważył Benedykt XVI, powiązanie czasowe sugeruje także powiązanie ideowe dwóch wydarzeń. Papież wskazał, że ich cechą wspólną jest to, że w obydwu wydarzeniach Piotr odegrał rolę pierwszoplanową, obydwa też mówią o bóstwie Chrystusa oraz o jego mającej nadejść męce. Jak wykazali Jean Marie van Cangh i Michel van Ecbroeck, przerwa między jednym i drugim wydarzeniem odpowiada dokładnie czasowi, który dzieli dwa żydowskie święta: Jom Kipur, w którym Najwyższy Kapłan wmawiał imię Boga, i Święto Namiotów (Sukkot). Piotr wyznając Jezusa Mesjaszem był więc jak arcykapłan nowego kultu. Według Jeana Daniélou, wspomniane w Ewangelii Łukasza osiem dni to cały tydzień, w którym obchodzone jest Sukkot. Przemienienie odbyło się w jego ostatnim, najbardziej uroczystym dniu zwanym Simchat Tora („Radość Tory”). Odniesienie do Święta znajduje się w samym tekście Ewangelii o Przemienieniu, gdy Piotr mówi o postawieniu namiotów (por. np. Mt 17,4). Hartmut Gese zwrócił ponadto uwagę na związki z opisanym w rozdz. 24 Księgi Wyjścia wejściem Mojżesza na górę Synaj:

Gdy zaś Mojżesz wstąpił na górę, obłok ją zakrył. Chwała Pana spoczęła na górze Synaj, i okrywał ją obłok przez sześć dni. W siódmym dniu Pan przywołał Mojżesza ze środka obłoku. A wygląd chwały Pana w oczach Izraelitów był jak ogień pożerający na szczycie góry. Mojżesz wszedł w środek obłoku i wstąpił na górę (Wj 24,15-18 BT).

Uwagę zwraca także fakt, że Mojżesz wszedł na Synaj „wraz z Aaronem, Nadabem, Abihu i siedemdziesięciu starszymi Izraela” (w.9). Według papieża Benedykta XVI ważne jest także, że Przemienienie odbyło się na górze, która w Biblii zawsze oznacza miejsce szczególnej bliskości Boga. W życiu Jezusa wiele wydarzeń dokonało się właśnie na górze. Były to m.in. góra kuszenia (Mt 4,8), góra wielkiego kazania (Mt 5-8), góra modlitwy (Mt 14,23), góra udręki (Góra Oliwna) (Łk 22,39; J 8,1), góra krzyża (Golgota) (J 19,17). Ostatnią z tych gór była góra wniebowstąpienia. W kontraście do góry kuszenia, gdzie diabeł przedstawiał się jako mający władzę nad światem, Jezus na tej górze stwierdził o sobie: „Dana Mi jest wszelka władza w niebie i na ziemi” (Mt 28,18) .
Uważna egzegeza pozwala ponadto dostrzec, że każda z Ewangelii opisuje przemienienie pod innym kątem, ukazując inne aspekty tajemnicy Chrystusa objawionej przez to wydarzenie. 

### Ewangelia Mateusza
Ewangelista Mateusz opisał Przemienienie Jezusa w rozdz. 17,1-8. Ukazał Go w tym wydarzeniu jako nowego Mojżesza. Dwa elementy, odwołujące się do typologii Starego Testamentu, ukazują Tabor jako nowy Synaj: obłok (w. 5 – por. Wj 24,15–18) oraz jaśniejące oblicze Jezusa (w. 2 – por. Wj 34,29–35; por. 2 Kor 3,7–4,6). Głos z nieba polecający słuchać Jezusa nawiązuje do zapowiedzi, którą sam Mojżesz dał Izraelowi w Księdze Powtórzonego Prawa 18,15:

Pan Bóg wzbudzi dla ciebie proroka spośród twoich braci, podobnego do mnie. Jego będziesz słuchał.

Jezusowi towarzyszą Mojżesz i Eliasz. Obydwaj otrzymali objawienie na Synaju (por. Wj rozdz. 19 oraz 33–34; 1 Krl 19,9-13), uosabiają Torę i proroków. Ich obecność przy Jezusie wskazuje, że owe dwa filary Starego Przymierza wypełniają się w Jezusie. Uczniowie padają na ziemię adorując Chrystusa, podobnie jak później przy wniebowstąpieniu w Mt 28,17 – jest to pokłon natury religijnej, mający wymiar czci boskiej. Po skończeniu widzenia Jezus pozostaje sam (w. 8), gdyż jest On nauczycielem doskonałego Prawa w sposób pełny, całkowity. Następnie zapowiedział swoją mękę, śmierć i zmartwychwstanie (w.9-13) – miał umrzeć podobnie jak Mojżesz, by następnie wejść przez zmartwychwstanie do chwały wiecznej. Według Ewangelii, oprócz przyszłej chwały, którą objawił w Przemienieniu (w.5), jest Jezus także cierpiącym Sługą Pana, zapowiadanym przez Izajasza (Iz 42,1; Mt 3,16n).

### Ewangelia Marka
Ewangelista Marek w rozdz. 9, 2–8 opisuje to wydarzenie jako chwalebną epifanię, objawienie ukrytego Mesjasza. Chwilowe ukazanie chwały mówi o tym, kim jest i kim się ukaże wszystkim ten, który przez jakiś czas ma wypełniać misję Sługi cierpiącego.

### Ewangelia Łukasza
Opis Łukasza (rozdz. 9, 28–36) wyraźnie nie jest wzorowany na tym samym źródle, co opis Marka. Łukasz akcentuje osobiste doświadczenie Jezusa, który zostaje przemieniony podczas żarliwej modlitwy. Przedmiotem jego rozmowy z Mojżeszem i Eliaszem jest Jego śmierć, dosł. wyjście /(gr.) ἡ ἔξοδος/ (w. 31; por. Mdr 3,2 oraz 7,6; 2 P 1,15). Przemienienie rzuca światło na tę śmierć, która ma się dokonać w Jerozolimie – mieście zabijającym proroków (por. Łk 13,33n). Dwóch mężów towarzyszących Jezusowi mogło w pierwotnym źródle, z którego czerpał Łukasz, oznaczać aniołów, analogicznych do tych przy grobie po zmartwychwstaniu (por. Łk 24,4; Dz 1,10), którzy tu na Taborze pouczali i umacniali Jezusa. Informacja o tym, że uczniowie byli zmorzeni snem, występuje jedynie u Łukasza i przywodzi na myśl zaśnięcie w Getsemani (Łk 22,45). "Zmorzenie snem" uczniów jednoznacznie wskazuje, że Przemienienie miało miejsce w nocy. Zgodnie ze swym zwyczajem bowiem wieczorami Jezus oddalał się na wzgórza, by się modlić (por. Łk 9,32–37; 6,12; 22,39–40). 

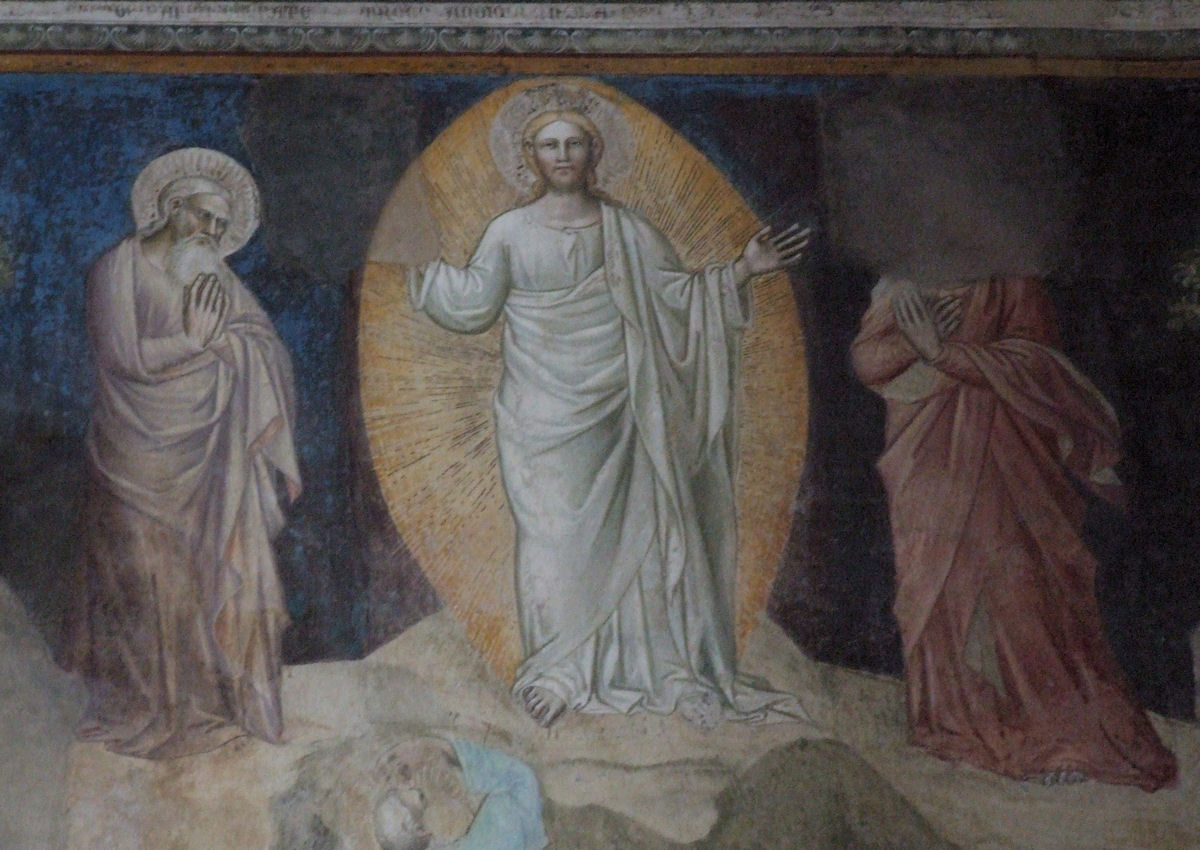
Przemienienie Chrystusa. Fresk z XIV w., szkoła florencka, kościół św. Antoniego w Pistoia we Włoszech.

### Interpretacja mesjańska
Związek Przemienienia ze Świętem Namiotów sugeruje interpretację mesjańską tego,  czego świadkami byli Piotr, Jakub i Jan na górze. Święto Sukkot było bowiem postrzegane w judaizmie w czasach Jezusa na sposób mesjański. Przebywanie w namiotach było nie tylko przypomnieniem Bożej ochrony na pustyni, lecz także zapowiedzią namiotów, w których sprawiedliwi zamieszkają w nadchodzącym wieku mesjańskim. Podobnie w Ewangelii św. Łukasza mowa jest o „wiecznych przybytkach” (por. Łk 16,9 BT) – dosłownie: wiecznych namiotach (por. gr. σκηνή, namiot). Ubodzy, według słów Jezusa z Ewangelii, przyjmą do nich ludzi robiących dobry użytek z pieniądza i udzielających jałmużnę. Według Jeana Daniélou chwała, którą Jezus objawił w czasie przemienienia, sprawiła, że Piotr uznał, że nadeszły już czasy mesjańskie. W czasach mesjańskich bowiem sprawiedliwi mieli przebywać w namiotach. Ich figurą-zapowiedzią są namioty święta Sukkot. Jak zauważył papież Benedykt XVI, Jezus uświadomił Piotrowi podczas zejścia z góry, że wiek mesjański jest przede wszystkim wiekiem krzyża i że światło przemienienia jest tożsame ze światłem Męki Chrystusa .

## Liturgia
Przemienienie Pańskie jest obchodzone uroczyście jako święto chrześcijańskie.

### Historia
Przemienienie Pańskie, jako święto, na Wschodzie znane było już w VI wieku.
W Kościele Zachodu wprowadził je Papież Kalikst III, jako podziękowanie Bogu za odniesione zwycięstwo pod Belgradem w dniu 6 sierpnia 1456.

### Obchody
Katolicyzm
Przemienienia Pańskie w Kościele katolickim obchodzone jest 6 sierpnia i ma rangę święta liturgicznego.
Luteranizm
W polskim luteranizmie Przemienienie Pańskie obchodzone jest 6 sierpnia, natomiast na świecie święto to wspominane jest w różnych terminach w zależności od tradycji:
- w Ostatnią Niedzielę po Epifanii – przed przedpościem (np. Kościół Ewangelicki w Niemczech[8], część parafii Kościoła Luterańskiego Synodu Missouri[9])
- w Ostatnią Niedzielę po Epifanii – przed Środą Popielcową (np. Kościół Ewangelicko-Luterański w Ameryce[10], część parafii Kościoła Luterańskiego Synodu Missouri[9])
- w siódmą niedzielę po Trójcy Świętej (np. Kościół Szwecji, Ewangelicko-Luterański Kościół Finlandii[11])

Prawosławie
W Cerkwi prawosławnej Preobrażenije Hospodnie (cs.), zwane też Świętem Spasa, jest to jedno z 12 głównych świąt i obchodzone jest 6/19 sierpnia, tj. 6 sierpnia według liturgii prawosławnej posługującej się kalendarzem nowojuliańskim, a 19 sierpnia według kalendarza juliańskiego.